# Prekomerni turizem
Prekomerni turizem (angl. overtourism) je zaznana preobremenjenost ali prenatrpanost zaradi presežka turistov, kar povzroči konflikte z domačini.
Opisuje destinacije, kjer gostitelji ali popotniki, domačini ali obiskovalci ugotovijo, da je preveč obiskovalcev in da se je kakovost življenja na območju ali kakovost izkušnje nesprejemljivo poslabšala. Izraz se pogosto uporablja šele od leta 2015, zdaj pa je najpogostejši izraz za opis negativnih vplivov, ki jih pripisujejo turizmu. Besedo prekomerni turizem so v Oxfordov slovar dodali leta 2018 in dobesedno pomeni »preveč turizma«.
Dejansko je ime za problem, ki je obstajal že desetletja.

## Definicija
Univerze, ki so sodelovale z UNWTO pri projektu prekomernega turizma, so ga definirale kot,: »Vpliv turizma na destinacijo, ali dele destinacije, ki pretirano vpliva na dojemanje kakovosti življenja prebivalcev in/ali kvaliteto doživetja obiskovalcev v negativnem smislu«.
Zavezništvo odgovornega turizma pa definira prekomerni turizem kot,: »Destinacije kjer gostitelji ali gosti, lokalci ali obiskovalci, čutijo, da je tam preveč obiskovalcev in da se je kvaliteta življenja ali kvaliteta izkušnje nesprejemljivo poslabšala«.

## Kako pride do tega pojava?
Prekomerna rast obiskovalcev→prenatrpanost območij→prebivalci trpijo zaradi začasnih in sezonskih vrhuncev→uveljavljanje stalnih sprememb življenjskega sloga, dostopa do dobrin in splošnega počutja

### Posledice prekomernega turizma
- Uničenje naravnih ekosistemov-prvi, ki trpita posledice prekomernega turizma sta flora in favna. Na nekaterih destinacijah pride tudi do uničenja celotnega ekosistema. Posledice so tudi krčenje gozdov, izkoriščanje prsti in onesnaženost. Ponekod je tako hudo, da posledic ni moč odpraviti na primer koralni greben, ki izumira.[1]
- Povečane količine odpadkov- povzročajo ogromne okoljske probleme. Na Filipinih so morali zaradi več let nenadzorovanega turizma, zapreti Boracayske otoke, da bodo lahko obnovili ekosistem.[1]
- Pobeg in slabo počutje prebivalcev- zaradi preveč turizma se pojavljajo napetosti med prebivalci. Pritožujejo se zaradi višanja cen hiš in najemnin. Pojavil se je tudi Airbnb in s tem hoteli nimajo toliko dobička, kot bi ga imeli sicer. Nekateri zapirajo majhne trgovine, ki jih nadomeščajo trgovine za turiste.[1]

### Rešitve za destinacije
UNWTO je naredil 11 predlogov, kaj naj turistične destinacije naredijo, da bodo zmanjšale število turistov.
1. Spodbujajo naj razpršenost turistov znotraj mesta in celo zunaj ozemlja, s tem bodo turisti obiskali manj znane destinacije in območja.[1]
2. Promovirajo naj turizem v različnih obdobjih (na primer izven sezone)[1]
3. Ustvarijo naj nove in drugačne poti in turistične atrakcije[1]
4. Zaprejo naj nekatera prenatrpana območja[1]
5. Privabijo naj odgovornejše vrste popotnikov[1]
6. Lokalna skupnost naj ima prednost v turizmu (zaposleni v turizmu naj odo lokalci, vključijo jih naj v ustvarjanje turističnih izkušenj)[1]
7. Razvijajo in promovirajo naj izkušnje v mestih ali na ozemljih, ki koristijo tako turistom kot prebivalcem[1]
8. Povečanje infrastrukture in storitve letovišča.[1]
9. Vključitev lokalne skupnosti v turistične odločitve[1]
10. Izobražujejo naj popotnike in jim povedo, kako naj bodo bolj odgovorni in spoštljivi do kraja.[1]
11. Spremljanje in merjenje sprememb[1]

## Primeri

### Evropa
Hrvaška-Dubrovnik: Zaradi snemanja Igre prestolov se je število turistov zelo povečalo. Leta 2017 je Dubrovniški župan razglasil, da bodo omejili število turistov na dan od 8.000 na 4.000. Omejil bo tudi število križark, ki lahko pridejo, saj večina teh turistov ostane le 3 ure.  Zaradi tolikšnega števila turistov, ga je leta 2017 UNESCO želel celo umakniti iz seznama njihove kulturne dediščine.
Avstrija- Hallstatt: Unescova znamenitost je postala preplavljena s turisti, potem ko je v vzhodni Aziji postala "najbolj instagramno mesto na svetu". Govori se, da so po njegovem zgledu »zgradili« mesto Arendelle v risanki Ledeno kraljestvo/Frozen.
Španija-Barcelona: Prebivalci Barcelone ne skrivajo dejstva, da ne marajo turistov. Barcelona je leta 2016 zabeležila 34 milijonov turistov, kar je razjezilo njene prebivalce. Začeli so celo risati anti-turistične grafite po mestu. Priljubljene atrakcije so začeli zaračunavati, da bi s tem omejili število turistov.
Italija-Benetke: Včasih je 2x več turistov kot pa domačinov. Znane so po tem, da se potapljajo in število turistov nič ne pomaga. Domačni se pritožujejo zaradi števila turistov in onesnaževanja, UNESCO pa je zaskrbljen zaradi vpliva, ki ga imajo turisti, križarke itd. na zgodovinske znamenitosti.
Nizozemska-Amsterdam (Blomenmarkt): Vsako leto Amsterdam obišče ogromno število ljudi in vsako leto se povečuje. Blomenmarkt je tržnica, kjer prodajajo rože na barkah. Ker se je veliko turistov začelo fotografirati pred njimi in so s tem zavirali prodajo, so jih zaprli.

### Antarktika
CNN pravi, da znanstvenike skrbi za to območje saj se vse več ljudi odpravlja tja. Zaradi strogih ukrepov, ladjam ni dovoljeno tja peljati več kot 500 potnikov.

### Azija
Indija-Taj Mahal: CNN poroča, da vsako leto skoraj 8 milijonov turistov obišče to znamenitost, rezultat tega pa je gruča ljudi, ki se komaj premika zaradi tako velikega števila. Oblasti razmišljajo o podražanju vstopnic. Omejili so tudi dolžino časa, ki ga lahko turisti tam preživijo in sicer na 3 ure.
Nepal; Kitajska-Mount Everest: Na najvišji gori na svetu, šerpe že dolgo opozarjajo o prevelikem številu turistov, ki ga prihajajo osvojit. Nepal je prepovedal odhod na to goro slepim ljudem, invalidom in plezalcem, ki plezajo sami (razen če gredo gor v spremstvu vodnika). Zaradi prevelikega obiska, se je povečalo tudi število žrtev, saj je ljudi na vrhu vse več.
Kitajska-Kitajski zid: Čutijo se posledice tako prekomernega turizma kot tudi onesnaženosti, ki je povezana z državnim gospodarstvom in tudi s turisti.
Vietnam-Hanoi (železniška proga): V zadnjih letih je postala zelo priljubljena in ljudje prihajajo posneti perfektne instagram slike. Vlak pelje skozi ozko ulico v kateri živijo ljudje, tam so kavarne in trgovine s spominki.

### Južna Amerika
Peru-Machu Picchuè: Peru je leta 2019 omejil število obiskovalcev na 5000 na dan, ampak UNESCO misli, da je to še vedno prevelika števila in bi jo bilo treba razpoloviti. Od leta 2014 je tujcem potrebno najeti vodnika. Vlada pa je postavila ure kdaj lahko obiskovalci obiščejo Matchu Picchu.
Galapaški otoki: CNN poroča, da bodo morali obiskovalci pred prihodom imeti veljavno povratno letalsko karto, rezervacijo v hotelu ali pismo prebivalca, ki jih je povabil na obisk in posebno tranzitno karto. Ta določila še niso začela veljat, vendar je samo vprašanje časa kdaj bodo.